# Homo antecessor
Homo antecessor er en hominin kendt fra fossiler fundet i Spanien og menes at have levet for 1,2 million til 800.000 år siden. Arten er muligvis enten en tidlig variant eller en direkte forfader til Homo heidelbergensis, som beboede Europa for 600.000 – 200.000 år siden. Den er en af de tidligste homininer, der levede i Europa.
Det midterste af ansigtet minder meget om det moderne menneskes. Skelettet og knoglerne er mere robuste end det moderne menneskes, men mindre end hos Homo erectus. Man er ikke helt sikker på, om Homo antecessor vitterlig er en selvstændig art, da alle fossilerne stammer fra unge eksemplarer, hvilket kan gøre vurderingen af deres træk mere usikker. 
Der er mærker på de fundne knogler, som indikerer at nogen har skåret kødet fra, hvilket tyder på at de har været kannibaler, da der ikke var andre homininer i området i deres levetid, og dyr ikke bruger knive.

## Fysik
En voksen Homo antecessor var omkring 1,6-1,8 meter høj. En voksen han vejede omkring 90 kg. Hjernen var noget mindre end hos det moderne menneske. Sandsynligvis var de noget mere robuste end Homo heidelbergensis. 
Ifølge Juan Luis Arsuaga kan Homo antecessor have været højrehåndet, et træk som skiller arten fra andre aber. Arsuaga mener videre, at artens høreevne var tilsvarede vores, hvilket får ham til at tro, at Homo antecessor anvendte et symbolsk sprog og var i besiddelse af fornuft. 

## Fund
Fossiler af Homo antecessor er fundet i Spanien. Desuden er spor efter arten fundet i England:

### Gran Dolina
Arkæologen Eudald Carbonell i Roura fra Tarragona og palæontologen Juan Luis Arsuaga Ferreras fra Madrid har i 1994 – 1995 i Gran Dolina i det nordlige Spanien fundet mere end 80 knogledele fra 6 individer. I området blev der også fundet omkring 300 dyreknogler og 200 stenredskaber. Redskaberne inkluderer en kniv hugget ud med en sten. Alle fundene er mindst 780.000 år gamle. De bedst bevarede knogler er en kæbe og en pandeknogle fra den samme 10-11-årige dreng.

### Atapuerca
Sierra de Atapuerca ligger øst for Burgos; der er fundet op til flere levn efter tidlige homininer, op til 1 million år gamle, deriblandt Homo antecessor.

### Norfolk
Der er ikke fundet levn efter Homo antecessor i England, men derimod 78 forarbejdede flinteredskaber i Happisburgh i nærheden af Norwich, i et område, hvor der samtidig levede mammut, hyæner og næsehorn.  Forskerne mener, at redskaberne mest sandsynligt har været fremstillet af Homo antecessor, som på engelsk kaldes Pioneer Man (= Pioner-mennesket),  og kan være ankommet til England for omkring 950.000 år siden. Det betyder, at disse tidligere "englændere" kan have været blandt de første mennesker, der holdt varmen ved at anvende ild og klæde sig i skind.  På den tid fandtes Den engelske kanal ikke; de tidlige mennesker kunne spadsere til England, som dengang var landfast med kontinentet.  Man tænker sig, at de slog sig ned ved mundingen af Themsen, som dengang befandt sig i Norfolk.
De ældste menneskelige rester fundet i Storbritannien, lå i en grusgrav ved Chichester, og menes at stamme fra arten Homo heidelbergensis. 